# Хрушево
Хрушево (на словенски: Hruševo) е село в Словения, Средна Словения, община Доброва-Полхов Градец. Според Националната статистическа служба на Република Словения през 2002 г. селото има 371 жители.